# Cuarto Sector

## I. Etimología
Heerad Sabeti cofundador del "Fourth Sector Network", un grupo de trabajo activo desde 1998 que colabora con el The Aspen Institute y presentan en 2009 el informe “The Emerging fourth sector" , en el cual asientan las bases de lo que se conoce como cuarto sector , que parte de la definición de los 3 tradicionales sectores económicos (empresa privada es el primer sector, gobiernos y Administraciones Públicas el segundo sector y la sociedad civil y ONGs es el tercer sector), avanzando hacia un nuevo modelo de empresas "híbridas" pioneras que empiezan a surgir, y que no sólo tienen objetivos de beneficio económico, sino también tienen objetivos de desarrollo social, y que no encajan completamente en una única de esas 3 definiciones, sino en la intersección entre los sectores público, privado y social, definiendo un marco empresarial con valores éticos.
Este modelo propuesto presenta un gran desafío que requiere un profundo cambio en favor de la colaboración e integración de los 3 sectores "tradicionales" y la convivencia de las entidades de los 3 sectores con estas nuevas organizaciones, que no se integran plenamente en ninguno de los sectores establecidos, y por tanto generan recelos porque no son "puras", es decir, no comparten con ninguna las características que las ubican en uno de los 3 sectores actuales y combinan características propias de entidades del resto de sectores hasta ahora incompatibles como cualidades de una organización.

## II. Los tres sectores tradicionales
En la mayoría de los países, la economía tradicionalmente se divide en tres amplios sectores:
1.   El sector público, compuesto por entidades gubernamentales que generan sus ingresos principalmente a través de los impuestos y buscan crear bienes públicos, servicios públicos y un estado de derecho para el beneficio de los ciudadanos dentro de sus jurisdicciones;
2.      El sector privado, conformado por empresas con fines de lucro, que produce sus ingresos mediante la venta de bienes y servicios en el mercado y busca principalmente enriquecer a sus propietarios e inversionistas; y
3.      El sector sin fines de lucro, formado por organizaciones sin fines de lucro y organizaciones no gubernamentales que generan sus ingresos principalmente a través de donaciones privadas y contratos gubernamentales y buscan responder a los acuciantes problemas sociales, ambientales y de beneficencia.
Cada uno de estos sectores tiene sus propias definiciones legales y sus propios sistemas de apoyo (en realidad, "ecosistemas" de apoyo bien desarrollados e interrelacionados) para cumplir con su conjunto único de necesidades y desafíos.

## III. El nacimiento del cuarto sector
En las últimas décadas, las fronteras que separan estos sectores tradicionales se han vuelto cada vez más difusas a medida que las organizaciones buscan nuevas fuentes de ingresos y se adaptan a la evolución en las opciones de los consumidores, inversionistas, empresarios y otros actores de la economía. Muchas empresas del sector privado persiguen explícitamente objetivos y actividades de beneficio público además de sus objetivos de ganancias, mientras que las organizaciones públicas y sin fines de lucro están participando en actividades comerciales para financiar sus operaciones o nuevas estrategias para abordar cuestiones sociales, ambientales o de beneficencia. Las colaboraciones intersectoriales también van en aumento.
Esta interrelación entre los sectores ha provocado un gran impacto positivo que puede generar nuevas formas de avanzar hacia un mundo próspero. Estos desarrollos también han dado lugar a importantes desafíos y preocupaciones. Existe una falta de congruencia entre lo que las organizaciones intentan hacer en la práctica y lo que están legal y estructuralmente diseñadas y autorizadas a hacer. Estas tensiones conllevan un mayor riesgo, incertidumbre y confusión para inversionistas, empresarios, donantes, consumidores, formuladores de políticas y otras partes interesadas.
Una parte importante de la adaptación organizativa que se viene produciendo se centra en la fusión de dos actividades: la actividad comercial y la búsqueda de objetivos sociales, medioambientales y benéficos.
Esta unión entre el método de ingresos del sector con fines de lucro y los propósitos organizacionales del sector público y sin fines de lucro no plantea desafíos significativos cuando se emplea en pequeñas dosis. Es decir, cuando una empresa con fines de lucro establece un programa de responsabilidad social empresarial (RSE) o una organización sin fines de lucro cobra una tarifa por sus servicios. Pero cuando la necesidad es una integración más profunda de los dos, las organizaciones han descubierto que los ecosistemas de políticas, financiamiento y profesionales de apoyo son escasos. Los reguladores y los asesores legales inicialmente intentaron incorporar estas adaptaciones al sistema de tres sectores existente. Este enfoque ha funcionado en algunos casos, pero en muchos casos ha obligado a las organizaciones a hacer concesiones perjudiciales. Lentamente, ha habido un reconocimiento creciente de que ni los modelos públicos con o sin fines de lucro están diseñados para manejar bien este tipo de integración.
En los últimos años, varios países, incluido Estados Unidos, han adoptado estatutos y regulaciones especiales para desarrollar nuevas formas de organizaciones más adecuadas para la integración de actividades comerciales con actividades de beneficio público. La escala significativa, el amplio alcance y el rápido crecimiento del panorama de las organizaciones que intentan integrar estas actividades, junto con las leyes y regulaciones que se están desarrollando para reconocerlas y apoyarlas, están dando lugar a un cuarto sector distinto de la economía. En general, se hace referencia a estas organizaciones como entidades socio-ambientales y el cuarto sector emergente también se conoce como el sector socio-ambiental.

## IV. Generando Conocimiento sobre el Cuarto Sector
Al igual que ocurrió cuando cada uno de los otros tres sectores tradicionales surgió por primera vez, este incipiente cuarto sector todavía no está claramente definido en la ley o en la práctica. La falta de claridad y consenso en torno a lo que define a una organización del cuarto sector y lo que distingue a estas entidades de las entidades tradicionales con fines de lucro, sin fines de lucro y gubernamentales, es un obstáculo importante para el desarrollo de un entorno político del cuarto sector más sólido y su ecosistema de apoyo. Las nuevas leyes que rigen las organizaciones híbridas, sólo son aplicables a una fracción muy pequeña de las organizaciones con fines de lucro existentes. Se han desarrollado numerosas definiciones, esquemas de certificación y marcos para identificar a estas entidades, pero aún no existe un enfoque ampliamente aceptado que sea integral, consistente y lo suficientemente claro.
Para satisfacer la demanda de un marco conceptual claro y ofrecer datos y estadística sobre el cuarto sector, desde el año 2014, The Fourth Sector Group en asociación con el Urban Institute, The B Team y un Consejo de expertos de más de 180 miembros, llevan adelante una Iniciativa global que busca generar conocimiento sobre el cuarto sector (Fourth Sector Mapping Iniciative). Los objetivos de la Iniciativa incluyen desarrollar una taxonomía y una definición de consenso sobre los límites del cuarto sector, identificar los beneficios y las barreras que enfrentan estas organizaciones y comprender su potencial para generar impactos económicos, sociales y ambientales.

## V. El Cuarto Sector en Iberoamérica
Hasta la fecha, el Cuarto Sector ha emergido de manera orgánica en Iberoamérica, mediante el esfuerzo colectivo de miles de iniciativas a nivel comunitario.
De la mano de la Secretaría General Iberoamericana (SEGIB) se lleva adelante el proyecto El Cuarto Sector, una plataforma multi-sectorial integrada por los 22 gobiernos iberoamericanos y aquellas personas, instituciones públicas, empresas, hubs de innovación, universidades, centros de pensamiento, aceleradoras, y entes filantrópicos comprometidos con el Cuarto Sector. La red es liderada por la SEGIB, y en ella también participan el Programa de Desarrollo de Naciones Unidas para América Latina (PNUD), y el Foro Económico Mundial.